# Рейтон
Рейтон (Rayton) — административный центр местного муниципалитета Нокенг тса Таэмане района Метсвединг провинции Гаутенг (ЮАР).
Населённый пункт развился из железнодорожной станции, построенной на отростке железной дороги, отходившем от основной ветки, соединявшей Преторию с Мозамбиком. Строительство этого железнодорожного ответвления, давшего доступ к месторождениям алмазов, было завершено в 1905 году. Рейтон был назван в честь Рэйчел Рей Виллистон, жены полковника Боллистона, который был менеджером одной из алмазодобывающих компаний.
В годы Второй мировой войны к северу от города был организован Зондервотерский лагерь для итальянских военнопленных, и поэтому в окрестностях городка была выстроена большая военно-транспортная инфраструктура. После войны город пришёл в запустение, однако к концу XX века начал постепенно расти.